# Eisenbahnunfall von Burgrain
| |                               |                              |                              |
| Streckennummer (DB): | 5504                          |                              |                              |
| Streckengeschwindigkeit: | an der Unfallstelle: 100 km/h |                              |                              |
| Zugbeeinflussung: | PZB                           |                              |                              |
| |                               |                              |                              |
| \| \| 100,551 \| Garmisch-Partenkirchen \| 708 m ü. NHN \| \| \| 99,879 \| Partnach (49 m) \| Partnach (49 m) \| \| \| \| Fahrtrichtung des Unfallzugs \| \| \| \| 97,676 \| Unfallstelle \| 681 m ü. NHN \| \| \| 97,318 \| Loisach (39 m) \| Loisach (39 m) \| \| \| 95,618 \| Farchant \| 670 m ü. NHN \| \| \| \| nach München \| \| |                               |                              |                              |
| Bahnhof | 100,551                       | Garmisch-Partenkirchen       | 708 m ü. NHN                 |
| Brücke über Wasserlauf | 99,879                        | Partnach (49 m)              | Partnach (49 m)              |
| Strecke |                               | Fahrtrichtung des Unfallzugs | Fahrtrichtung des Unfallzugs |
| | 97,676                        | Unfallstelle                 | 681 m ü. NHN                 |
| Brücke über Wasserlauf | 97,318                        | Loisach (39 m)               | Loisach (39 m)               |
| Bahnhof | 95,618                        | Farchant                     | 670 m ü. NHN                 |
| |                               | nach München                 |                              |

Beim Eisenbahnunfall von Burgrain am 3. Juni 2022 starben fünf Menschen, als eine Regionalbahn bei Burgrain auf der dort mangelhaften Bahnstrecke München–Garmisch-Partenkirchen entgleiste.

## Ausgangslage

### Infrastruktur

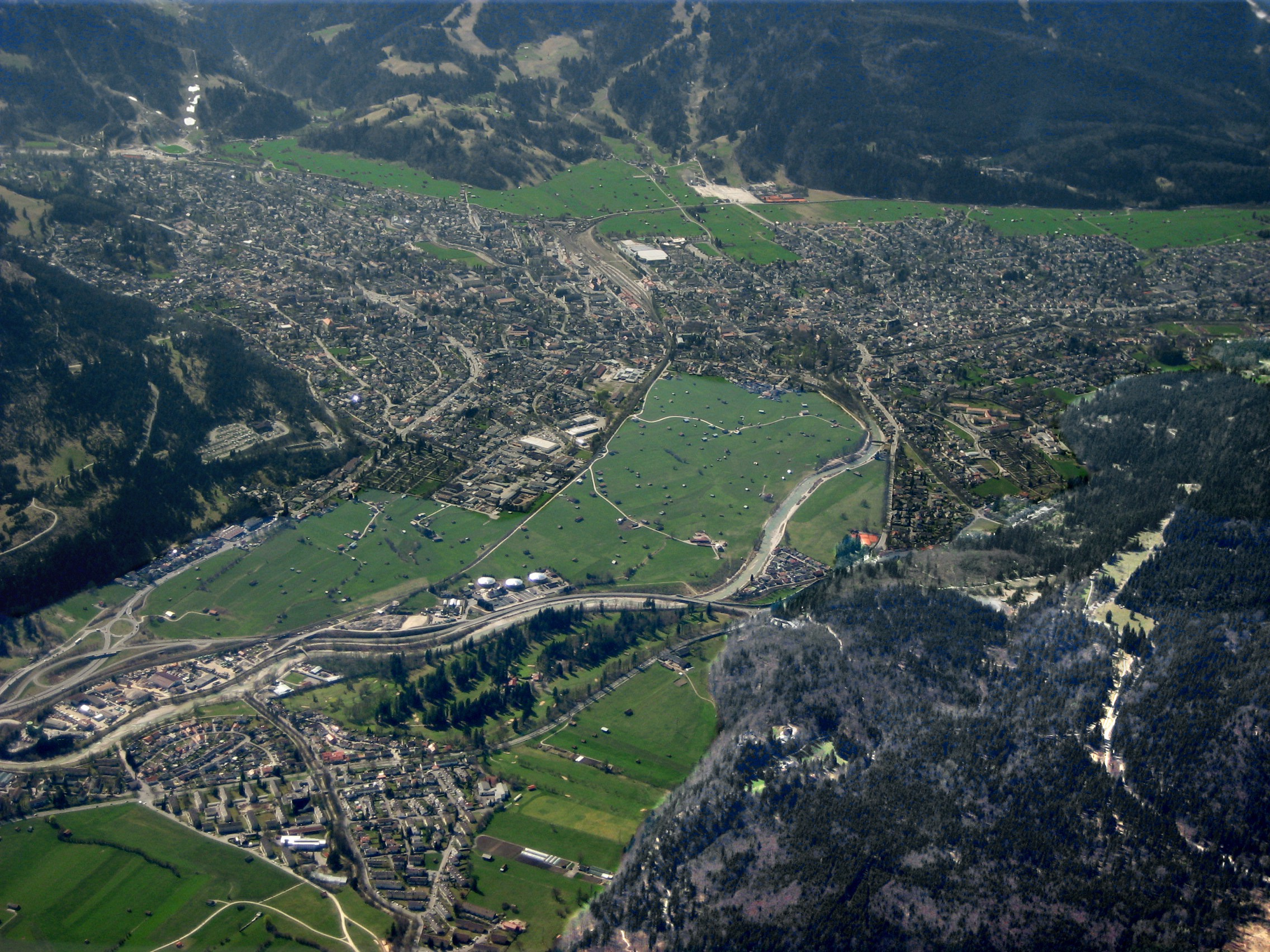
Die Entgleisungsstelle liegt am Straßenknoten im unteren Bereich des linken Bildrandes

Die Bahnstrecke München–Garmisch-Partenkirchen ist im Abschnitt der Unfallstelle eingleisig bei einer dort maximal zugelassenen Geschwindigkeit von 100 km/h. Das Gleis verläuft an der Unfallstelle in einem Gleisbogen mit dem Radius von 407 Metern und dem maximale zulässigen Überhöhungsfehlbetrag von 130 Millimetern auf einem Bahndamm parallel zur und westlich der Bundesstraße 23.
Etwa zwei Jahrzehnte vor dem Unfall fanden im Bereich der Unfallstelle umfangreiche Bauarbeiten statt: Durch die Zusammenführung der Bundesstraßen 2 und 23  dehnte sich die Straßentrasse nach Westen, in Richtung Bahndamm aus. Für diesen Zweck wurde Bahngrund verkauft und der Bahndamm am Fuß in der Breite reduziert. Der Katzenbach wurde etwa 100 m südlich der Unfallstelle in ein neues Bett, in welchem er zwischen Eisenbahn und Straße nach Norden fließt, geleitet. Die zum Bach zeigende Böschung des Bahndamms besaß nun mehr als die doppelte Neigung wie vor den Baumaßnahmen.  Die Umverlegung des Katzenbachs sei mit der DB und dem Wasserwirtschaftsamt Weilheim abgestimmt gewesen, die dazugehörigen Arbeiten wurden nach den technischen Vorgaben des Wasserwirtschaftsamtes vorgenommen.
Der schlechte bauliche Zustand dieser Strecke war schon 2019 mehreren Anlagenverantwortlichen bekannt. Auch Lokführer wussten davon und erwähnten in einem Chat aus der Zeit vor dem Unfall gravierende Mängel an der Strecke. Ursprünglich sollten diese zwei Wochen vor dem Unfall behoben werden, was aber auf Oktober 2022 verschoben wurde. Am Vortag des Unfalls habe ein Lokführer ein Problem am Gleis im Bereich der späteren Unfallstelle bemerkt und den zuständigen Fahrdienstleiter darüber informiert. Der Fahrdienstleiter habe die Information jedoch nicht weitergeleitet.

### Zug

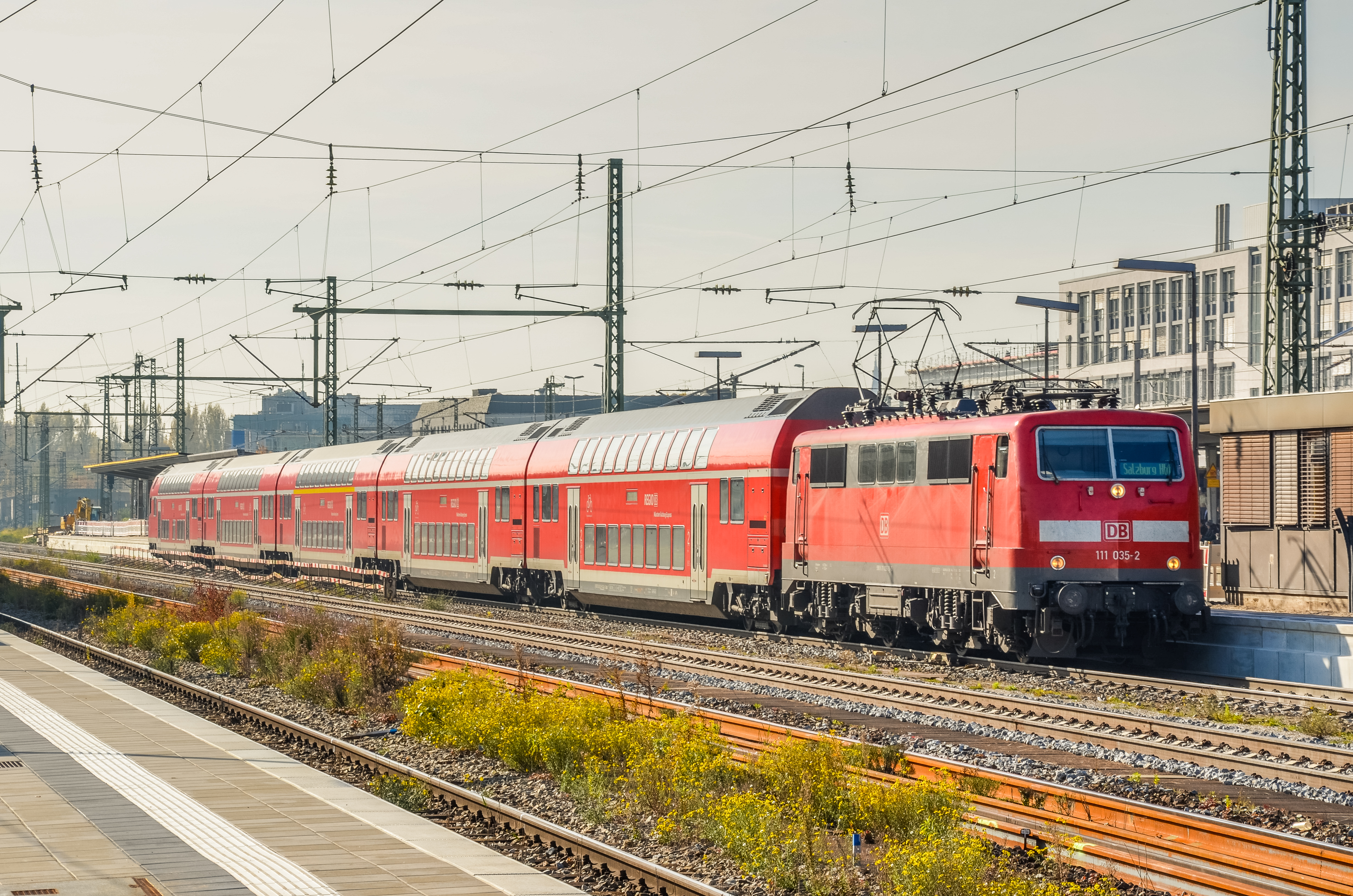
Die am Unfall beteiligte Lokomotive mit ähnlichen Doppelstockwagen, 2011

Der Wendezug der DB Regio bestand aus fünf Doppelstockwagen und einer schiebenden Elektrolokomotive der Baureihe 111. Er verkehrte als Linie RB 6 mit der Zugnummer 59458, sollte planmäßig um 12:07 Uhr in Garmisch-Partenkirchen abfahren und um 13:26 Uhr in München ankommen. Der Zug verließ den Bahnhof Garmisch-Partenkirchen verspätet um 12:14 Uhr. Im Zug befanden sich circa 140 Fahrgäste. Der Zug erreichte nach etwa zwei Kilometern Fahrt eine Geschwindigkeit von 100 km/h, die er bis zum Unfall nahezu beibehielt, und bewegte sich so im Rahmen der zulässigen Höchstgeschwindigkeit.

## Unfallhergang
Der Unfall ereignete sich um 12:16 Uhr, noch vor Erreichen des ersten Haltes Farchant. In einem Linksbogen bei Streckenkilometer 97,676 auf Höhe des Gewerbegebiets Loisachauen Nord entgleiste der Zug mit allen Fahrzeugen.
Aufgrund der Kombination aus tatsächlich gefahrener zulässiger Höchstgeschwindigkeit und maximal zulässigem Überhöhungsfehlbetrag wirkten hohe Kräfte auf den Oberbau. Die vorgeschädigten Spannbetonschwellen konnten diese Kraft nicht mehr ableiten und versagten im Bereich der Schienenbefestigungen. Die bogenäußere Schiene wurde nach außen verschoben, wodurch sich die Spur unzulässig erweiterte und in der Folge die Radsätze den Kontakt zur bogeninneren Schiene verloren.
Zum anderen drückte mechanischer Zwang die noch auf der rechten Schiene laufenden Räder zur Bogenaußenseite, die diese überkletterten oder an einigen Stellen die Schienen aus den Befestigungsmitteln drückten, die dadurch umkippten.
Der zweite und der dritte Wagen in Fahrtrichtung kippten um, der dritte und vierte Wagen rutschten die Böschung in Richtung der Bundesstraße hinunter. Der dritte Wagen kollidierte mit einem Oberleitungsmast, wodurch die Seitenwand teilweise aufgerissen wurde. Die übrigen beiden Wagen sowie die Lokomotive kamen im entgleisten Zustand auf dem Gleis zum Stehen.

## Folgen

Unfallstelle neun Tage nach dem Unfall

### Opfer
Bei dem Unfall starben fünf Personen: ein 13-Jähriger aus dem Landkreis Garmisch-Partenkirchen, eine 51-Jährige aus Wiesbaden, eine 70-jährige Frau aus dem Landkreis München und zwei Ukrainerinnen im Alter von 30 und 39 Jahren, die aufgrund des Krieges in der Ukraine geflüchtet waren. Darüber hinaus wurden 16 Personen schwer und 62 Personen leicht verletzt.

### Sachschaden
Drei Oberleitungsmasten wurden weggerissen; 500 Schwellen und 700 m Schienen wurden so beschädigt, dass sie erneuert werden mussten. Die Lokomotive 111 035 wurde am 30. September 2022 abgestellt und im Mai 2024 von München-Pasing Bbf nach Leverkusen-Opladen zur Verschrottung überführt. Drei der Mittelwagen wurden als Totalschaden ausgemustert.
Die Höhe des durch die Entgleisung an den Fahrzeugen und an der Infrastruktur entstandenen Sachschadens wurde auf 4,75 Millionen Euro geschätzt.

### Rettungs- und Bergungsmaßnahmen
Die Integrierte Leitstelle Oberland löste um 12:19 Uhr Vollalarm aus. Mehr als 600 Rettungskräfte kamen zur Unfallstelle, darunter sechs Rettungshubschrauber aus Deutschland und Österreich. 15 Gebirgsjäger der Bundeswehr, die mit der Regionalbahn auf Heimfahrt aus Mittenwald gewesen waren, halfen dabei, Menschen aus dem Zug zu bergen.
Am Abend des Unfalltages erschwerte vorübergehend Starkregen die Bergungsarbeiten. Zwei Versuche, die Wagen anzuheben, scheiterten. Erst am folgenden Tag gelang es, den umgestürzten mittleren Wagen mit Autokränen zu bergen und auf der benachbarten Bundesstraße 2 abzulegen. Dabei wurde das fünfte Todesopfer gefunden. Damit ein Abtransport auf der Straße erfolgen konnte, zerlegte ein Bagger den Wagen am 5. Juni in zwei Teile. Am gleichen Tag wurde auch der in Fahrtrichtung zweite, ebenfalls umgestürzte Wagen vom Steuerwagen getrennt und von der Straße durch Autokräne geborgen. Die Drehgestelle dieses Wagens waren zuvor für die Spurensicherung abmontiert worden und verblieben vorerst nahe am Unfallort. Dieser sowie der vorletzte Wagen wurden ebenfalls geteilt und über die Straße abtransportiert.
Ein Schienendrehkran vom Typ KRC Multi Tasker 910 wurde aus Wanne-Eickel herangebracht, um die Unfallstelle von Norden her zu räumen. Am 7. Juni wurde der Steuerwagen durch den Kran aufgegleist und danach in Richtung Norden abtransportiert. Die Staatsanwaltschaft untersagte eine Bergung von Süden her, weil sie Spuren auf dem vom Unfallzug befahrenen Abschnitt hätte verändern können. In diesem Abschnitt wurden Schienen demontiert und als Beweisstücke gesichert. Nach der Bergung der vorderen vier Wagen wurde das darunterliegende Gleis repariert, damit ein Eisenbahndrehkran den hintersten Wagen und die Lokomotive erreichen konnte. Am 15. Juni wurde der letzte Wagen mit einem stärkeren Schienendrehkran KRC Multi Tasker 1200 aufgegleist und nach Norden abtransportiert. Bevor dieser Kran die Lokomotive erreichen und am 17. Juni auf die Schienen setzen konnte, war auch eine Instandsetzung des unter diesem letzten geborgenen Wagen befindlichen Gleisstücks erforderlich.
Nach Berichten vom Unfallort fehlte es bei den Rettungs- und Räumungsmaßnahmen an einer einheitlichen Leitung und Abstimmung der beteiligten Stellen.

### Verkehrliche Auswirkungen
Der Bahnstreckenabschnitt Garmisch-Partenkirchen–Oberau wurde gesperrt und ein Schienenersatzverkehr am 6. Juni 2022 aufgenommen. Die Bundesautobahn 95 war bis zum 7. Juni sowie die Bundesstraßen 2 und 23 waren bis zum 8. Juni abschnittsweise gesperrt.
Am 9. August 2022 kündigte die Deutsche Bahn an, nach der Freigabe durch die Behörden bald mit den Reparaturarbeiten rund um die Unfallstelle zu beginnen und die Strecke bis Mitte September wieder freizugeben. Nach weiteren Verzögerungen wurde der Verkehr an der Unfallstelle am 16. November 2022 mit der bisherigen Höchstgeschwindigkeit von 100 km/h wieder aufgenommen. Nachdem die ermittelnde Staatsanwaltschaft München II ein Gutachten, dass ein aufgeweichter Bahndamm eine weitere Ursache des Unfalls sein könnte, erhielt, leitete sie dieses an die Deutsche Bahn weiter. Diese richtete daraufhin zwischen den Streckenkilometern 97,4 und 98,0 mit der Begründung eines „Untergrundmangels“ vorsorglich eine Langsamfahrstelle von 70 km/h ein, obwohl eine Instabilität des Damms für sie nicht erwiesen war.

### Unfalluntersuchung
Die Bundesstelle für Eisenbahnunfalluntersuchung begann am Tag des Unfalls mit der Untersuchung zum Hergang und veröffentlichte am 3. Juni 2025, dem dritten Jahrestag des Unfalls, den Untersuchungsbericht.

#### Eisenbahntechnische Analyse
Die Ermittlungen konzentrierten sich rasch auf den Bahnkörper und die Drehgestelle mit Schwerpunkt auf technische Defekte. An den Laufwerken wurden Mängel nicht festgestellt, jedoch an den hier eingebauten Spannbeton-Schwellen. Sie wiesen Beschädigungen auf, die auf einen Verlust der Vorspannung innerhalb der Schwelle schliessen liessen. Diese führten in der Folge zu einem Versagen der Struktur und zum Wegbrechen der Schienenauflager in Richtung der eingeleiteten Kräfte. Die Schädigungen unterlagen einem länger ablaufenden Prozess und haben unter den nutzungsbedingten mechanischen Beanspruchungen zu einem strukturellen Versagen der Spannbetonschwellen geführt. Als Ursache der Schädigung der Schwellen wurde ein kombinierter Ablauf einer Alkali-Kieselsäure-Reaktion (AKR) und einer sekundären Ettringitbildung (SEB) identifiziert. Die Schäden an den betroffenen Schwellen konnten im eingebauten Zustand augenscheinlich nicht festgestellt werden, da die inneren Schäden bei den untersuchten Spannbetonschwellen deutlich größer waren als von außen erkennbar. Die teilweise Bedeckung der Schwellenoberseite durch die Schienenbefestigungsmittel erschwere zusätzlich die visuelle Erkennbarkeit von Schäden an den Schwellen.
Die versagenden Schwellen wurden 2006 in der Leonhard Moll Betonwerke GmbH produziert. Für Schwellen gilt der DB Standard (DBS) 918 143 „Technische Lieferbedingungen Gleis – und Weichenschwellen aus Beton für Schotteroberbau und Feste Fahrbahn", der zwischen 2006 und 2018 aufgrund zwischenzeitlich gemachter Erfahrungen mit AKR und SEB mehrmals angepasst und 2018 deutlich verschärft wurde.
Die Bundesstelle für Eisenbahnunfalluntersuchung veröffentlichte zwei Zwischenberichte zu dem Unfall.
Sieben Wochen nach dem Unglück erklärte die GDL in einer Analyse, dass eine Fangschiene in jenem Gleisbogen die Entgleisung hätte verhindern können. Der Verkehrswissenschaftler Dieter Doege ergänzte hierzu, dass angesichts des tiefen Grabens an der Ostseite des Bahndammes eine Fangschiene dort hingehöre. Zudem sei der für den Katzenbach angelegte Graben unfallverschlimmernd gewesen, da die zwei in den Graben gestürzten Wagen hart auf die straßenseitige Böschung des Bachs aufprallten. Bei einem ebenen Gelände zwischen Bahn und Straße wären die Unfallfolgen weniger schlimm gewesen.

#### Strafrechtliche Ermittlung
Die Kriminalpolizeiinspektion Weilheim bildete zur strafrechtlichen Klärung des Unfalls eine Sonderkommission „Soko Zug“ mit etwa 50 Angehörigen. Sie arbeitete unter Leitung der Staatsanwaltschaft München II.
Die Staatsanwaltschaft beauftragte einen externen Gutachter, den Unfall zu analysieren. Der Zug wurde für die Ermittlungen beschlagnahmt. Einige hundert Meter Schienen südlich der Entgleisungsstelle wurden für die Untersuchungen abgebaut und ebenfalls gesichert. Die in der Nähe gelagerten Drehgestelle und Wagenwracks, ebenso die noch auf dem Gleis befindliche Lokomotive und der letzte dort stehende Wagen wurden bis zu ihrem Abtransport von der Polizei bewacht.
Am 7. Juni 2022 gab die Staatsanwaltschaft München II bekannt, dass gegen drei Mitarbeiter der Deutschen Bahn, den an diesem Tag in Weilheim tätigen Fahrdienstleiter, den Lokführer und den für die Strecke zuständigen Oberbau-Anlagenverantwortlichen, ein Ermittlungsverfahren wegen des Anfangsverdachts der fahrlässigen Tötung eingeleitet wurde. Später wurde Anfangsverdacht noch bei zwei weiteren Bahnmitarbeitern festgestellt.
Die Staatsanwaltschaft stellte die Ermittlungen gegen den Triebfahrzeugführer und gegen einen Fahrdienstleiter ein. Gegen einen zweiten Fahrdienstleiter, einen Verantwortlichen für die Gleisanlagen und gegen einen Inspekteur erhob sie im Dezember 2023 Anklage wegen fahrlässiger Tötung. Das Landgericht München II gab im April 2025 bekannt, dass die Anklagen gegen den Fahrdienstleiter und den Bezirksleiter Fahrbahn zur Hauptverhandlung zugelassen wurden. Gegen einen Mitarbeiter, der als Teamleiter Fahrbahn tätig war, wurde das Verfahren gegen Geldauflage eingestellt.

#### Öffentliche Diskussion
Anlagenverantwortliche berichteten, dass Mannschaften und Budgetvolumen nicht ausreichen, um Inspektionen und Instandsetzungen zu betreiben. Der Eisenbahningenieur Markus Hecht kritisierte, dass bei Eisenbahnunfällen vor allem Schuldige „auf möglichst tiefer Ebene“ gesucht würden, stattdessen müsse man Ursachen innerhalb des Systems insgesamt finden.
Nach dem Unfall wurde die Vermutung aufgestellt, eine Unterspülung des Bahndamms habe diesem seine Stabilität genommen.

### Bundesweite Folgemaßnahmen
Unmittelbar nach und infolge der Entgleisung richtete die Bahn allein in Oberbayern mindestens sechs neue Langsamfahrstellen über 20 bis 70 km/h ein.
Von Juli bis August 2022 inspizierte die Deutsche Bahn in ihrem Netz bundesweit vorsorglich rund 200.000 durchschnittlich 15 Jahre alte Betonschwellen, die denen an der Unfallstelle verwendeten baugleich sind, und tauschte sie teilweise aus. Mit Stand 19. August 2022 gab es im DB-Netz rund 165 betroffene Stellen. Der Schaden wird auf einen dreistelligen Millionenbetrag geschätzt. Am 6. September 2022 teilte die DB mit, die Untersuchungen zum Unfall in Burgrain liefen zwar noch, jedoch müssten aufgrund erster technischer Gutachten verschiedener Prüfinstitute rund 137.000 Schwellen ausgetauscht werden. An 70 von 225 betroffenen Streckenabschnitten sei der Austausch bereits erfolgt. Im November 2022 waren nach Angaben der Deutschen Bahn zwei Drittel der Einschränkungen durch die als schadhaft identifizierten Schwellen behoben. Im November 2022 gab die Deutsche Bahn bekannt, rund 130.000 weitere Betonschwellen anderer Hersteller zu überprüfen. Im Mai 2023 teilte sie mit, als Folge der Prüfungen im Jahr 2023 insgesamt rund 480.000 Schwellen auszuwechseln. Die Entgleisung bei Burgrain ist auch der Anlass für den vorgesehenen Austausch von weiteren 500 000 Schwellen im Jahr 2024, darunter von 44 000 aus einer problematischen Materialmischung bestehenden Schwellen auf der Bahnstrecke Leipzig–Chemnitz, die regulär erst 2040 ersetzt werden sollten.

## Filme
- Sicher Bahnfahren: Was muss sich ändern? | SWR Doku